# Öra församling
Öra församling var en församling i Skara stift och i Herrljunga kommun. Församlingen uppgick 2010 i Östra Gäsene församling.

## Administrativ historik
Församlingen har medeltida ursprung. 
Församlingen var till 1989 annexförsamling i pastoratet Od, Molla, Alboga och Öra. Från 1989 till 2010 var den annexförsamling i pastoratet Skölvene, Hov, Källunga, Eriksberg, Mjäldrunga, Broddarp, Od, Molla, Alboga och Öra. Församlingen uppgick 2010 i Östra Gäsene församling.

## Kyrkor
- Öra kyrka